# Pachisi

Esquema de un tablero de pachisi.

Pachisi es el juego de mesa nacional de la India y Pakistán, descendiente del juego chaupar, o de creación cercana a la época de creación del chaupar. El pachisi es un juego en el que 4 jugadores avanzan 4 fichas cada uno en un tablero con forma de cruz. Generalmente, se juega por equipos de a 2. El amarillo y el negro juegan contra el rojo y el verde. Los ganadores son el equipo que lleve la última de todas sus fichas primero a la casa. Se puede pasar el turno voluntariamente.
Se juega con dados o con conchas de cauri. El nombre del juego viene de la palabra pacis  que significa 25, la mayor cantidad de puntos que se podía obtener con las conchas originales.
El nombre del juego deriva de la palabra paccīs en Hindi, que significa 'veinticinco', la mayor puntuación que se puede lanzar con las conchas de cauri; de ahí que este juego también se conozca con el nombre de Veinticinco. Existen otras versiones de este juego en las que la mayor puntuación que se puede lanzar es treinta.
Además del chaupar, existen muchas versiones del juego. Barjis, en lituano Barjis y en árabe برجيس (barsis) es popular en Levante, principalmente Siria, mientras que el parchís es otra versión popular en España y el norte de Marruecos. Parqués es su variante Colombian. Parchís, Sorry!, y Ludo son algunas de las muchas versiones comerciales del juego en el Westernised. En Francia se juega al jeu des petits chevaux («juego de los caballitos»), y el Mensch ärgere Dich nicht es una variante alemana muy popular. También es posible que este juego diera lugar al desarrollo del juego de mesa coreano Yunnori, a través del antiguo reino Baekje.

## Historia
Se han identificado juegos similares al chaupar con diferentes esquemas de color junto con dados de la Edad de Hierro durante el periodo cerámica gris pintada en yacimientos de Mathura y Noh (1100-800 a. C.) Se han representado tablas cruciformes en relieves artísticos de Chandraketugarh datados entre los siglos II a. C. y I a. C.. Una representación del siglo VI o VII de Śiva y Pārvatī que se dice que están jugando al Chaupar (un juego estrechamente relacionado) de hecho solo representa dados y no el tablero distintivo. En un período similar, un tablero idéntico al pachisi fue descubierto en el sistema de cuevas de Ellora. Un documento de la dinastía Song (960-1279) que hace referencia al juego chino ch'u-p'u 樗蒲 (Wade-Giles, pinyin chūpú), "inventado en la India occidental y extendido a China en tiempos de la Wei (220-265 d. C.)" puede relacionarse con el Chaupar, pero la naturaleza real del juego chino (que puede estar más estrechamente relacionado con el backgammon) es incierta. La especulación de que el Pachisi derivó del juego anterior de Ashtapada es plausible pero no está fundamentada.

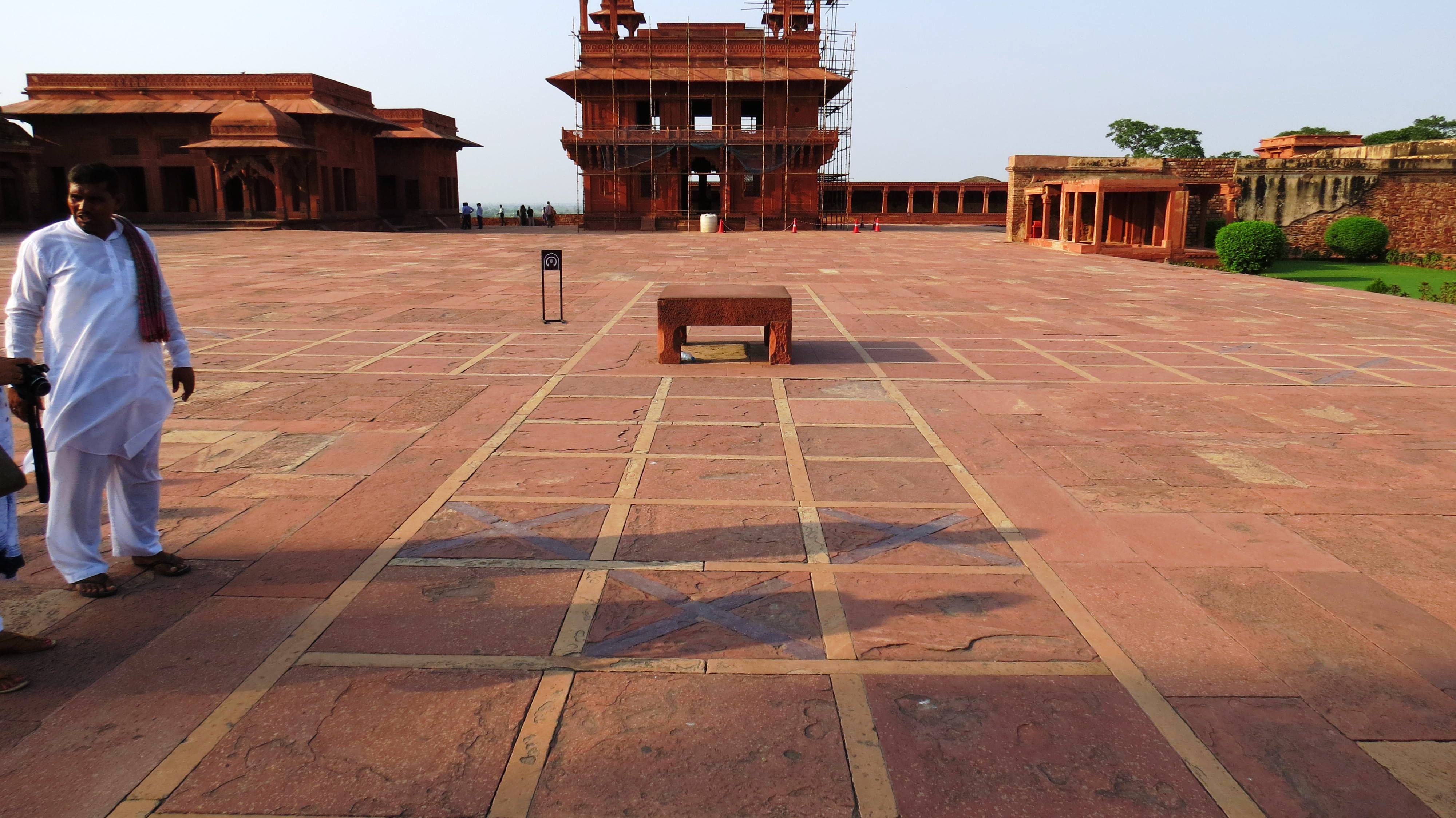
Versión antigua grande de jardín - Fatehpur Sikri - India; las casillas marcadas apenas pueden distinguirse bajo las sombras de los espectadores.

Louis Rousselet escribió:

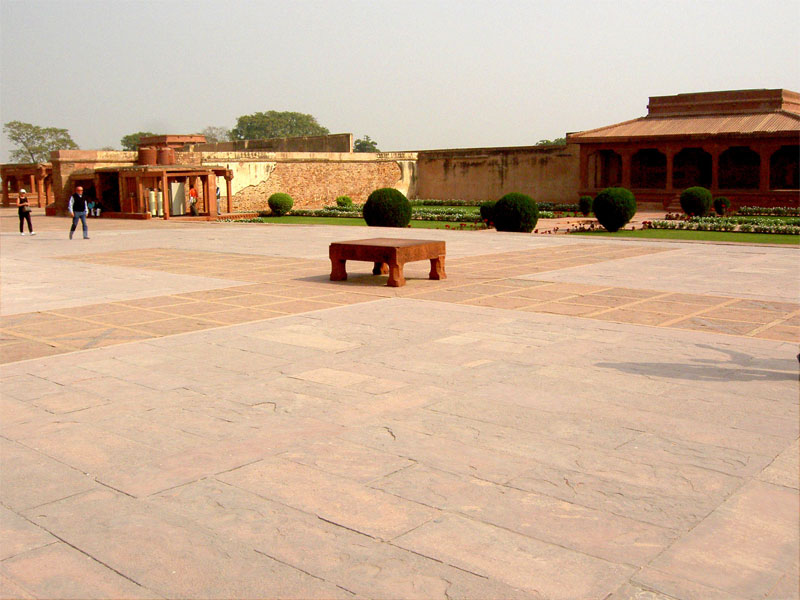
Un tablero de pachisi gigante en el suelo del jardín antiguo de Fatehpur Sikri - estado de Uttar Pradesh. India.

El juego del Pachisi fue jugado por Akbar de una manera verdaderamente regia. La propia Corte, dividida en casillas rojas y blancas, era el tablero, y una enorme piedra elevada sobre cuatro pies, representaba el punto central. Fue aquí donde Akbar y sus cortesanos jugaron a este juego; dieciséis jóvenes esclavas del harén, vestidas con los colores de los jugadores, representaban las piezas, y se movían a las casillas según el lanzamiento de los dados. Se dice que al Emperador le gustaba tanto jugar a este juego a gran escala que mandó construir un patio para el pachisi en todos sus palacios, y aún se pueden ver vestigios de ello en Agra y Allahabad.
Irving Finkel añade:
Hasta la fecha, estos grandiosos tableros siguen representando la primera prueba segura de la existencia del juego en la India. El papel del juego en la historia de la India aún está por investigar. A menudo se asume que el juego de azar que desempeña un papel tan importante en el Mahabharata', la epopeya literaria clásica, es el pachisi, pero las descripciones, tales como son, no encajan con el juego, y esta conclusión es quizás errónea.
En 1938, la empresa estadounidense de juguetes y juegos Transogram introdujo una versión de juego de mesa para el mercado de masas llamada Game of India, comercializado posteriormente como Pa-Chiz-Si: El juego de la India.

## Véase también

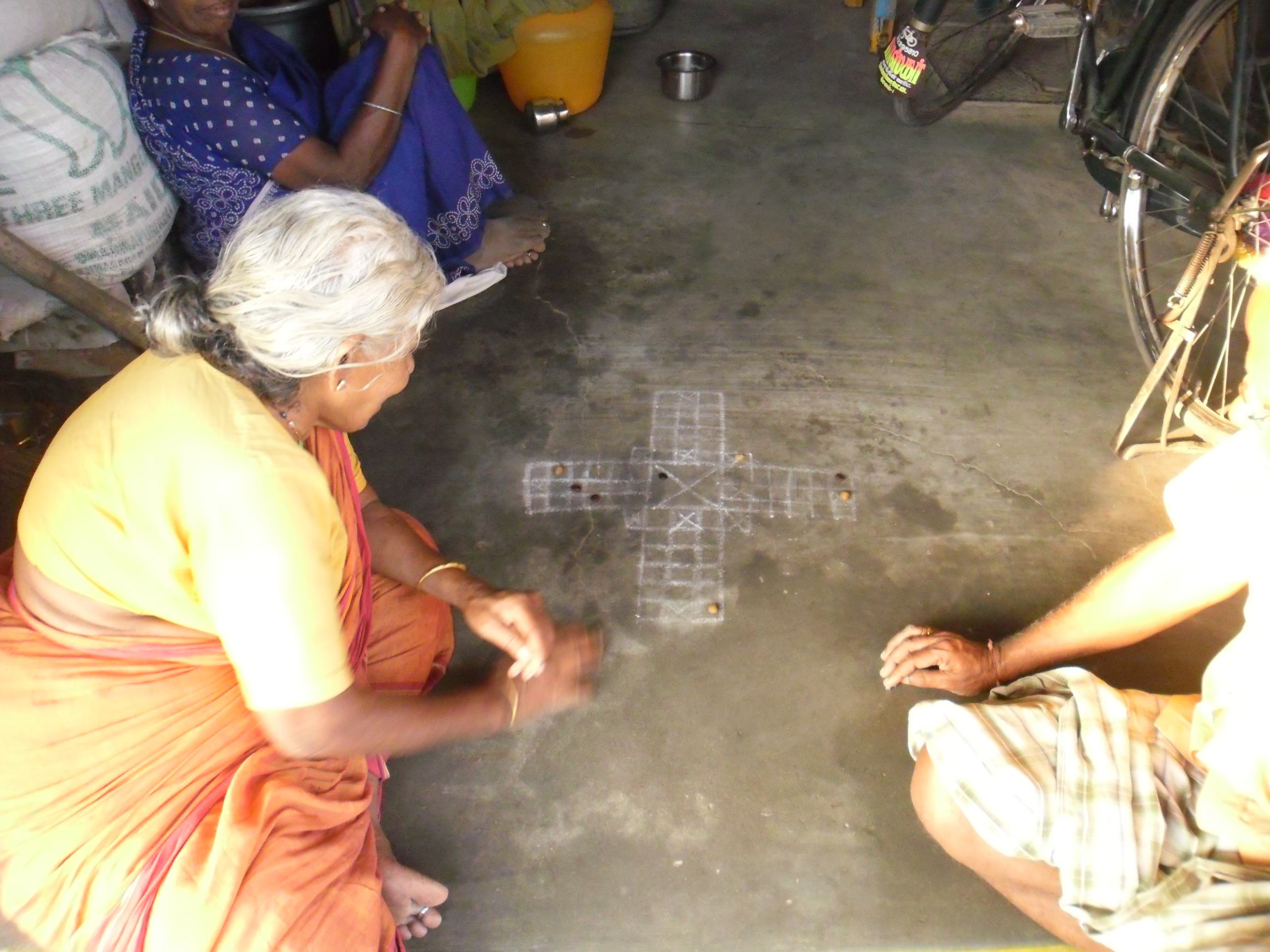
Tamiles jugando al pachisi con semillas de tamarindo y piedras.

## Estilo
El pachisi es un juego del tipo cruz y círculo. Otros juegos de este estilo son: pancha keliya de Ceilán; nyout, de Corea y "edris a jin" de Siria. 
En las ruinas mayas de México se han encontrado vestigios de un juego parecido que jugaban los súbditos de Moctezuma, el patolli, y los antiguos egipcios jugaban un juego equivalente llamado senet, que presentaba algunas características similares.

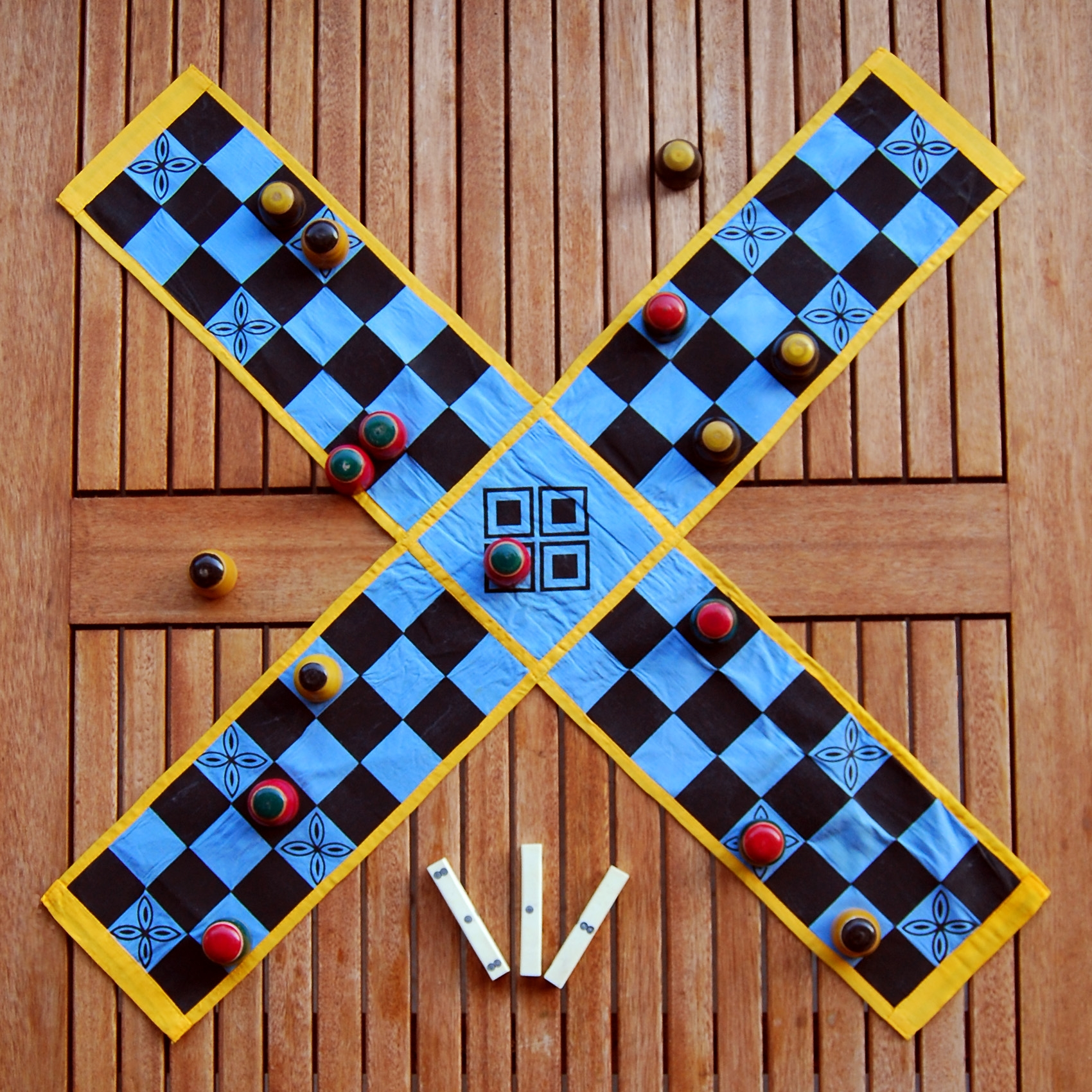
Una imagen del juego.

## Objetivo
El objetivo del pachisi es dar una vuelta completa con todas las fichas. La salida es al lado de los brazos. Cada lanzada de cauris sirve para mover solamente una ficha. Si se repite turno, se puede mover con otra ficha. Para salir de la cárcel, la primera ficha puede salir con cualquier tiro del dado. Las siguientes tienen que salir con 6, 10 y 25, respectivamente.

## Equipo tradicional
Cada jugador dispone de cuatro piezas con forma de colmena (en algunas versiones puede aumentarse hasta 16 piezas en cada lado). Las piezas de un jugador se distinguen de las de otro por sus colores: negro, verde, rojo y amarillo.
Se utilizan seis  conchas de cauri para determinar la cantidad a mover las piezas de los jugadores. Las conchas se lanzan desde la mano del jugador y el número de cauri que caen con sus aberturas hacia arriba indican cuántos espacios puede mover el jugador:
| Cauries hacia arriba | Valor | Gana otro turno? |
| -------------------- | ----- | ---------------- |
| 0                    | 25    | Si               |
| 1                    | 10    | Si               |
| 2                    | 2     | No               |
| 3                    | 3     | No               |
| 4                    | 4     | No               |
| 5                    | 5     | No               |
| 6                    | 6     | Si               |

En algunas versiones se utilizan siete conchas de cowrie:
| Cauries hacia arriba | Valor | Nombre   | Gana otro turno? |
| -------------------- | ----- | -------- | ---------------- |
| 0                    | 7     | Sat      | si               |
| 1                    | 10    | Dus      | si               |
| 2                    | 2     | Dooga    | No               |
| 3                    | 3     | Teeni    | No               |
| 4                    | 4     | Chari    | No               |
| 5                    | 25    | Pachees  | si               |
| 6                    | 35    | Paintees | si               |
| 7                    | 14    | Chaudah  | si               |

El tablero suele estar bordado sobre tela. El área de juego es cruciforme. Hay un gran cuadrado en el centro, llamado el Charkoni, que es la posición inicial y final de las piezas. Los cuatro brazos se dividen en tres columnas de ocho casillas. Las piezas de los jugadores se mueven a lo largo de estas columnas durante el juego.
Doce casillas están especialmente marcadas como castillos. Cuatro de ellas están situadas al final de las columnas centrales de cada brazo; las otras ocho están cuatro casillas hacia el interior desde el final de las columnas exteriores de cada brazo. Una pieza no puede ser capturada por un adversario mientras se encuentre en una casilla de castillo.

## Elementos tradicionales

### Tablero
El tablero es en forma de cruz o equis de cuatro brazos iguales. Cada jugador sale de su propia base. El recorrido por los 2 lados de cada brazo de la cruz o equis está compuesto por 8 casillas por cada lado del brazo más una en el extremo. Con algunas casillas que son seguros (tres por brazo), donde no se puede comer a una ficha de un adversario si está en ella. La fila central de cada brazo es la llegada a casa o charkoni. El juego acaba cuando los dos jugadores de un mismo equipo llevan todas sus fichas al Charkoni.

### Fichas de los jugadores
Cada jugador dispone de cuatro piezas en general con forma de colmena (en algunas versiones se puede aumentar hasta 16 piezas por cada jugador). Las piezas de cada jugador se distinguen por sus colores: negro, verde, rojo y amarillo.

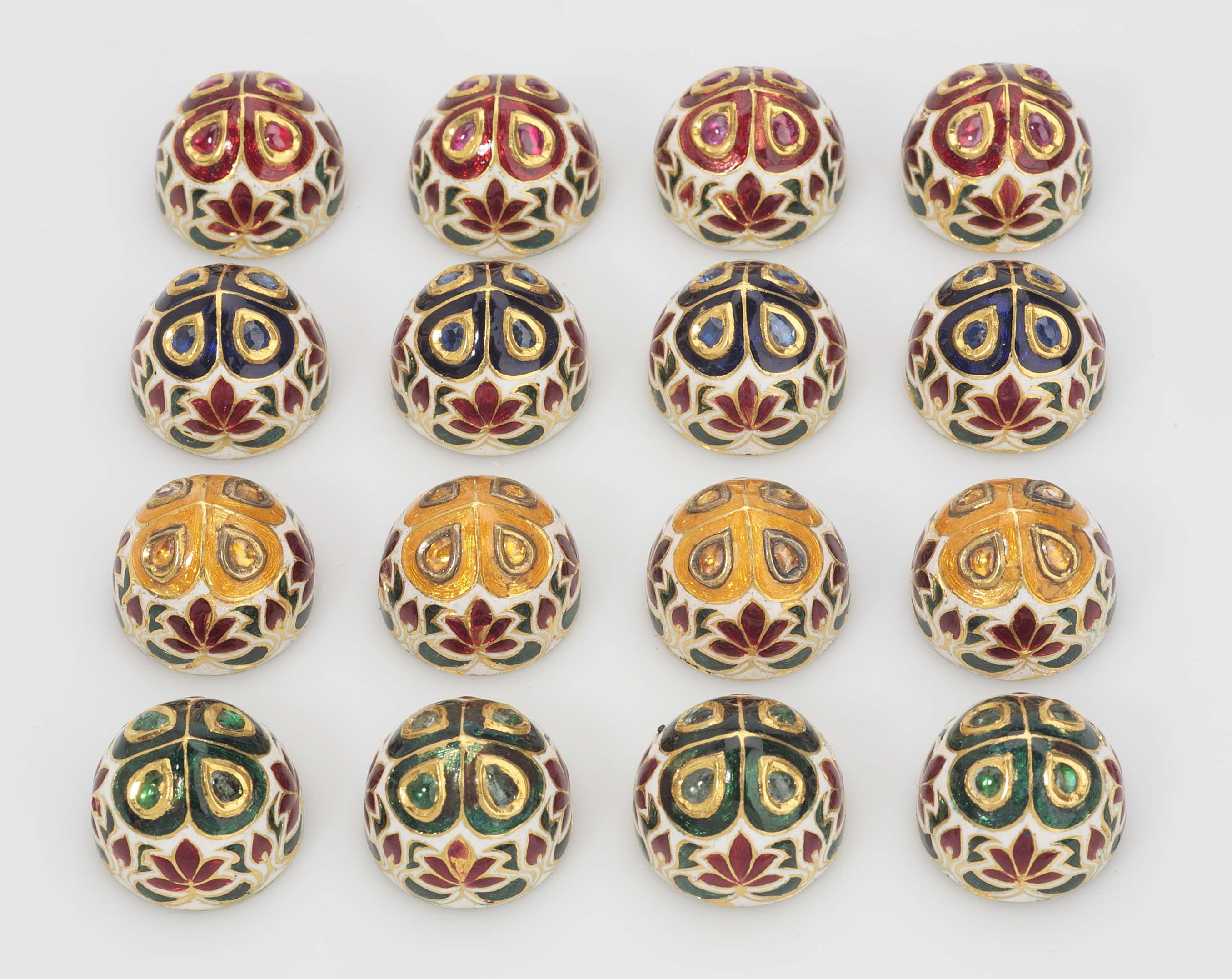
Ejemplo de las fichas de Pachisi rojas, negras amarillas y verdes del en oro esmaltado de la India mogol musulmana. En la Khalili Collection of Islamic Art.

### Número de jugadores
Pueden jugar o dos o cuatro jugadores. Se juega en equipos de dos jugadores. Amarillo y negro contra rojo y verde. Los jugadores se sientan en posiciones opuestas. Si juegan dos jugadores juegan con los dos juegos de piezas (amarillo y negro o rojo y verde).

### Dados o cauris
Se utilizan seis cauris (conchas de cipreidos) para determinar el número de casillas que puede avanzar una pieza el jugador en su turno. Las conchas se lanzan desde la mano del jugador y el número de cauri que caen con sus aberturas hacia arriba indican cuántos espacios puede mover el jugador:
Para comer fichas se hace de la misma manera, en un cuadro que no sea seguro, llamado castillo. Se pone una ficha de un jugador al lado de la del otro jugador y la ficha capturada se devuelve a su Charkoni. Además, el jugador que captura se gana un turno extra.
La puntuación se efectúa contando los cauris que quedaron hacia arriba, como sigue:
| Puntuación |                 |
| CAURIS     | VALOR           |
| 2          | 2               |
| 3          | 3               |
| 4          | 4               |
| 5          | 5               |
| 6          | 6 y otro turno  |
| 1          | 10 y otro turno |
| 0          | 25 y otro turno |

Para emular las conchas en lugar de los dados se puede utilizar cualquier elemento que al lanzarlo proporcione un resultado binario, por ejemplo una moneda (cara o cruz). Se jugaría con seis monedas.

## Historia
Se han identificado juegos similares al chaupar con diferentes esquemas de color junto con dados de la Edad de Hierro durante el periodo de la Cultura de la cerámica gris pintada en yacimientos de Mathura y Noh (1100-800 a. C.) Se han representado tablas cruciformes en relieves artísticos de Chandraketugarh fechados en el siglo II a. C. -siglo I a. C. Se dice que una representación del siglo VI o VII del Señor Shiva y la diosa Parvati está jugando al Chaupar (un juego estrechamente relacionado) de hecho representa solo los dados y no el distintivo tablero. En un periodo similar, se descubrió un tablero idéntico al pachisi en el sistema de cuevas de Ellora. Un documento de la Dinastía Song (960-1279) documento que hace referencia al juego chino ch'u-p'u 樗蒲 (Wade-Giles, pinyin chūpú), "inventado en el oeste de la India y extendido a China en la época de la Wei. (220-265 d.C.)" puede relacionarse con el Chaupar, pero la naturaleza real del juego chino (que puede estar más relacionado con el backgammon) es incierta. La especulación de que el Pachisi derivó del juego anterior de Ashtapada es plausible pero no está fundamentada.
El filólogo Irving Finkel escribió:
El juego del Pachisi fue jugado por Akbar de manera verdaderamente regia. La propia Corte, dividida en casillas rojas y blancas, era el tablero, y una enorme piedra elevada sobre cuatro pies, representaba el punto central. Fue aquí donde Akbar y sus cortesanos jugaron a este juego; dieciséis jóvenes esclavos del harén vestidos con los colores de los jugadores, representaban las piezas, y se movían a las casillas según el lanzamiento de los dados. Se dice que al Emperador le gustaba tanto jugar a este juego a gran escala que hizo construir un patio para el pachisi en todos sus palacios, y todavía se pueden ver rastros de ellos en Agra y Allahabad.
Finkel añade:
Hasta la fecha, estos grandiosos tableros siguen representando la primera evidencia segura de la existencia del juego en la India. El papel del juego en la historia de la India aún está por investigar. A menudo se supone que el juego que desempeña un papel tan importante en el Mahabharata, la epopeya literaria clásica, es el pachisi, pero las descripciones, tal como son, no se corresponden con el juego, y esta conclusión es quizás errónea.